# Rory Culkin
Rory Hugh Culkin (Nueva York; 21 de julio de 1989) es un actor estadounidense. Es el hermano menor de los actores Macaulay Culkin y Kieran Culkin.

## Biografía
Rory nació en la ciudad de Nueva York, hijo de Patricia Brentrup y Cristopher 'Kit' Culkin, como el más joven de siete hermanos; cuatro son hombres, Shane, Macaulay, Kieran y Christian, y sus dos hermanas son Dakota y Quinn; también es sobrino de Bonnie Bedelia.

## Carrera
En 1993, su primera aparición fue en una fotografía de bebé en la película The Good Son;  En la película Richie Rich aparece en la parte en que la que Richie es más pequeño (su hermano Macaulay Culkin interpretó el papel principal de Richie). En 2002, en Igby Goes Down interpretó a un niño de 10 años (Igby fue interpretado por su hermano Kieran Culkin). Culkin ha aparecido en numerosas películas siendo Señales una de las más famosas, en la que trabajó junto a Mel Gibson y Joaquin Phoenix. También ha aparecido en The Chumscrubber, Down in the Valley y Scream 4.
En 2016, Culkin interpretó a Jack en el thriller independiente Jack Goes Home, dirigido por Thomas Dekker. A su vez, Culkin interpretó a Possum en la película Welcome to Willits, dirigida por Trevor Ryan, y luego filmó Columbus, dirigida por Kogonada. Ambas se estrenaron en 2017.
En 2018 se unió al elenco de la serie de televisión Castle Rock a partir del sexto episodio de la primera temporada.
El mismo año obtuvo el papel de Euronymous, guitarrista de Mayhem, en la película Lords of Chaos.

## Filmografía

### Cine
| Año  | Título original         | Personaje             | Ref.   |
| ---- | ----------------------- | --------------------- | ------ |
| 1993 | The Good Son            | Richard Evans (cameo) |        |
| 1994 | Richie Rich             | joven Richie Rich     |        |
| 2000 | You Can Count on Me     | Rudy Prescott         |        |
| 2002 | Signs                   | Morgan Hess           |        |
| 2002 | Igby Goes Down          | Igby con 10 años      |        |
| 2003 | It Runs in the Family   | Eli Gromberg          |        |
| 2004 | Mean Creek              | Sam Merric            |        |
| 2005 | The Zodiac              | Johnny Parish         |        |
| 2005 | The Chumscrubber        | Charlie Stifle        |        |
| 2005 | Down in the Valley      | Lonnie                |        |
| 2006 | The Night Listener      | Pete D. Logand        |        |
| 2008 | Chasing 3000            | Roger                 |        |
| 2008 | Lymelife                | Scott                 |        |
| 2010 | Twelve                  | Chris                 |        |
| 2011 | Hick                    | Clement               | [ 7 ]  |
| 2011 | Scream 4                | Charlie Walker        | [ 8 ]  |
| 2012 | Electrick Children      | Clyde                 |        |
| 2014 | Gabriel                 | Gabriel               | [ 9 ]  |
| 2015 | Intruders               | Dan Cooper            |        |
| 2016 | Jack Goes Home          | Jack                  |        |
| 2016 | Welcome To Willits      | Possum                |        |
| 2017 | Columbus                | Gabriel               |        |
| 2017 | The Song of Sway Lake   | Ollie                 |        |
| 2017 | Bullet Head             | Gage                  | [ 10 ] |
| 2018 | Lords of Chaos          | Euronymous            | [ 11 ] |
| 2020 | Materna                 | Gabe                  |        |
| 2021 | The Last Thing Mary Saw | The Intruder          |        |
| 2024 | 5lbs of Pressure        | Mike                  |        |
| 2024 | Dead Money              | Tio Ronnie / Revolver |        |

### Televisión
| Año       | Título original                   | Personaje       | Notas                                             | Ref.   |
| --------- | --------------------------------- | --------------- | ------------------------------------------------- | ------ |
| 2001      | Off Season                        | Jackson Mayhew  | Película para TV                                  |        |
| 2001–2002 | The Job                           | Davey McNeil    | 2 episodios                                       |        |
| 2002      | The Twilight Zone                 | Craig Hansen    | Episodio: "Azoth the Avenger Is a Friend of Mine" |        |
| 2003      | Law & Order: Special Victims Unit | Joe Blaine      | Episodio: "Manic"                                 |        |
| 2017–2018 | Sneaky Pete                       | Gavin           | 2 episodios                                       |        |
| 2018      | Waco                              | David Thibodeau | 6 episodios                                       |        |
| 2018      | Castle Rock                       | Willie          | 4 episodios                                       |        |
| 2019      | City on a Hill                    | Clay Roach      | 5 episodios                                       |        |
| 2020      | The Expecting                     | Tyler           | 9 episodios                                       |        |
| 2020      | 50 States of Fright               | Older Aiden     | 2 episodios                                       |        |
| 2021      | Halston                           | Joel Schumacher | Episodio: "Becoming Halston"                      |        |
| 2022      | Under the Banner of Heaven        | Samuel Lafferty | 7 episodios                                       |        |
| 2023      | Swarm                             | Marcus          | Episodio: "Stung"                                 | [ 12 ] |
| 2023      | Black Mirror                      | Kappa           | Episodio: "Beyond the Sea"                        |        |